# Letonia en los Juegos Olímpicos de Vancouver 2010
Letonia estuvo representada en los Juegos Olímpicos de Vancouver 2010 por un total de 58 deportistas que compitieron en 9 deportes. 
El portador de la bandera en la ceremonia de apertura fue el atleta de skeleton Martins Dukurs.

## Medallistas
El equipo olímpico letón obtuvo las siguientes medallas:
| Nombre                 | Deporte  | Competición  |
| ---------------------- | -------- | ------------ |
| Oro                    |          |              |
| —                      |          |              |
| Plata                  |          |              |
| Andris Šics Juris Šics | Luge     | Doble M      |
| Martins Dukurs         | Skeleton | Individual M |
| Bronce                 |          |              |
| —                      |          |              |